# Trocundo
Flavio Apalio Hilo Trocundo (en latín, Flavius Appalius Illus Trocundes, fallecido en 485) fue un general del Imperio Romano de Oriente, involucrado en el ascenso y caída del emperador Basilisco y la rebelión contra el emperador Zenón.
Trocundo era hermano de Illos, otro general romano, ambos de la región de Isauria.

## Biografía

### Apoyo y traición de Basilisco
En 475, el emperador de la Roma oriental Zenón, sucesor del emperador León I, fue depuesto por Basilisco, hermano de Elia Verina, la viuda de León. Zenón, expulsado de Constantinopla, huyó a las montañas de Isauria, su país de origen. Basilisco envió a perseguirlo a dos de sus generales, los hermanos Trocundo e Illos, ambos de origen isaurio. Derrotaron al ex emperador en julio de 476 y lo bloquearon en una colina llamada "Constantinopla" por las poblaciones locales.
Mientras Illos y Trocundo sitiaban a Zenón, Basilisco estaba perdiendo el apoyo de la aristocracia y la Iglesia en la capital debido a su posición religiosa; también perdió el apoyo de Illos y Trocundo, ya que permitió que la población de la capital masacrara a todos los isaurios que no habían abandonado la ciudad con Zenón. Illos y Trocundo fueron instigados en secreto por el Senado de Constantinopla para traicionar a Basilisco. Desde que habían capturado al hermano de Zenón, Longino, pensaron que podían controlar a Zenón.
Por lo tanto, los dos generales tenían todas las razones para aceptar las promesas y los regalos de su compañero isaurio. Decidieron traicionar a Basilisco y marchar juntos sobre Constantinopla, donde Basilisco fue depuesto en 476 y luego asesinado, en 477.

### Rebelión contra Zenón
Durante el reinado de Zenón, los dos hermanos recibieron muchos honores. Trocundo fue cónsul en 482, su hermano fue cónsul y patricio. Sin embargo, debido a la hostilidad de Verina, la relación entre el emperador y los dos generales se deterioró. Illos y Trocundo dejaron Constantinopla para Asia Menor. Aquí, en 483 o 484, se rebelaron contra Zenón y proclamaron emperador a Leoncio, sirio y oficial de gran reputación.
Los rebeldes fueron derrotados por el ejército de Zenón, compuesto por romanos y ostrogodos liderados por Teodorico el Amalo y Juan el Escita (entonces cónsul), cerca de Antioquía. Leoncio, Illos y Trocundo se vieron obligados a refugiarse en la fortaleza de Papurio, donde fueron sitiados. Trocundo intentó escapar del bloqueo para formar un ejército, pero fue capturado y asesinado en 485. Leoncio e Illos, ignorantes del destino de Trocundo, esperaron en Papurio durante casi cuatro años, pero luego fueron traicionados por el cuñado de Trocundo, que había sido enviado desde Constantinopla con ese fin, capturados y decapitados en 488.